# الکساندر گاردن

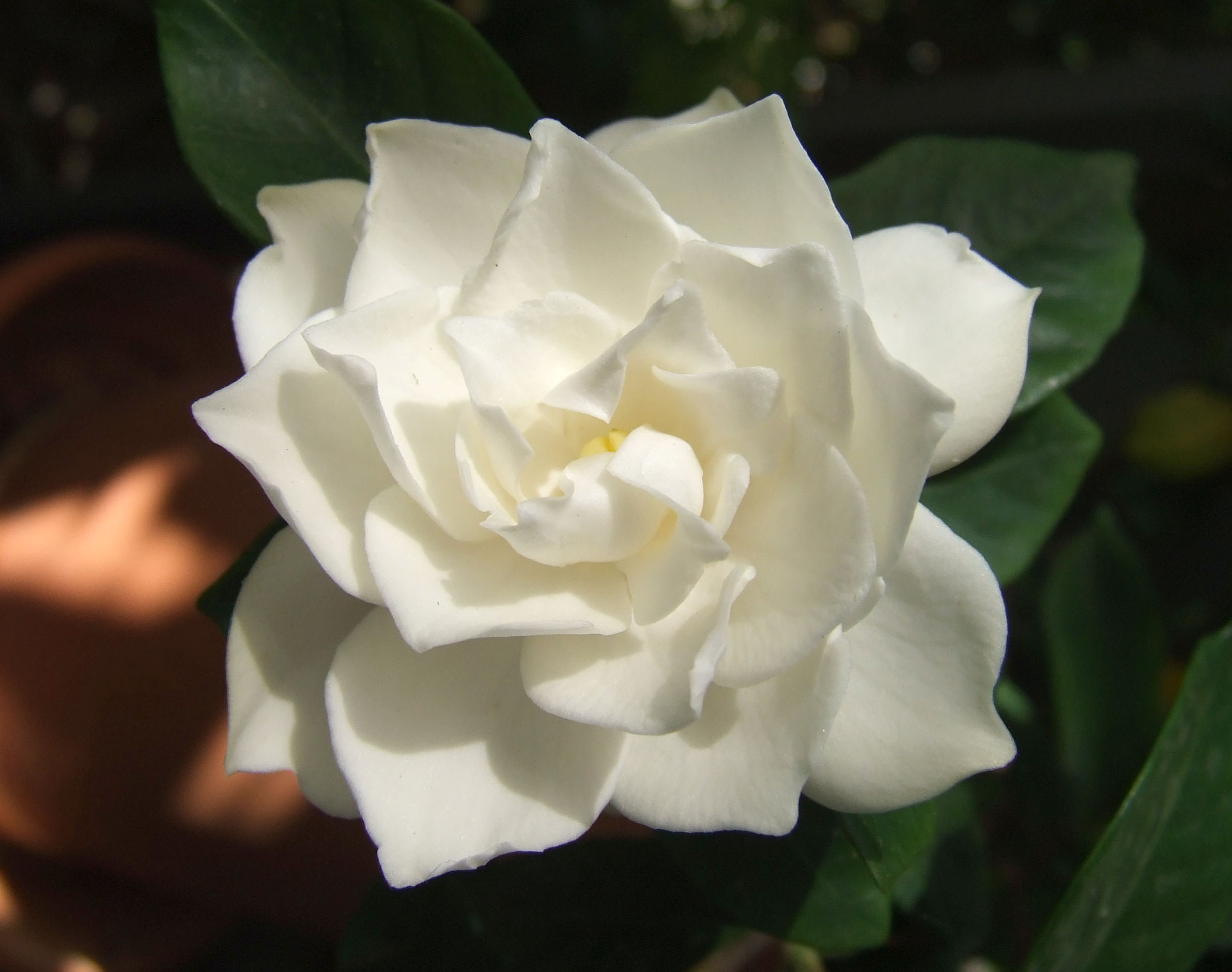
نام گل گاردانیا از دکترالکساندر گاردن گرفته شده‌است

الکساندر گاردن (زادهٔ ژوئن ۱۷۳۰ – درگذشتهٔ ۱۵ آوریل ۱۷۹۱)فیزیکدان، جانورشناس، گیاه‌شناس اسکاتلندی بود. نام گل گاردانیا از روی نام ایشان گرفته شده‌است. او سال‌ها در چالستون، در ایالت کالیفرنیای جنوبی زندگی کرد. او مدت‌ها روی مطالعه گیاهان و موجودات زنده و ارسال نمونه‌ها به کارل‌لینه وقت صرف کرد.

## زندگینامه[۱]
گاردن در سال ۱۷۳۰ در بیرس، ابردین‌شیر بدنیا آمد، پدرش ریوالکساندر گاردن (۱۶۸۵–۱۷۵۶) کشیش کلیسا بود. او در دانشکده پزشکی ماریشال در اواسط سال ۱۷۴۰ تحصیل کرد، درآن هنگام متوجه شد که به تاریخ طبیعی علاقه‌مند است. پس از دوسال به عنوان دستیار جراحی در نیروی دریایی مشغول به کار شد، او تحصیل دوره پزشکی را در دانشگاه ادینبرا ادامه داد. یکی از مربیان او چالز آلستون بود، او یکی از اعضای خانواده سلطنتی انگلیس و نگهبان باغ سلطنتی گیاهان دارویی در هالی‌رود بود. همچنین آلسن جز کسانی بود که برروی گاردن تأثیر زیادی گذاشت.
فرصتی برای تمرین پزشکی در کارولینای جنوبی برای او پیش آمد، آنجا یکی از خویشاوندان دور گاردن به نام الکساندرگادرن که کاهن کلیسای شهر چالستون بود زندگی می‌کرد. گاردن جوان در آوریل ۱۷۵۲ به کارولینای جنوبی رسید و در Prince William Parish شروع به کار کرد. کالج مارشال درسال ۱۷۵۴ مدرک دکتری پزشکی را به او اعطا کرد او درهمان سال به شهر چارلستون رفت در آنجا با الیزابت پرونیو ازدواج کرد (۱۷۳۹–۱۸۰۵). حاصل این ازدواج ۵ فرزند به نام‌های الکساندر، مارگارت، هریت، جولیت، و ویلیام است.
باآنکه گاردن سخت درگیر تمرینات درسی بود اما بااین وجود زمانهایی را برای رسیدن به اشتیاق عظیم خود اختصاص می‌داد. او روی حیات گیاهی و جانوری مطالعه می‌کرد و نمونه‌های را که جمع‌آوری کرده‌بود برای جان الیس تاجر و طبیعی‌دان اهل لندن و کارل لنه در سوئد ارسال می‌کرد، بسته‌های ارسالی او شامل «پرندگان، ماهی‌ها، خزندگان، دوزیستان، حشرات و گیاهان» که از کارولینای جنوبی یا مناطق اطراف، جمع‌آوری شده بود که درنهایت در منابع علمی توصیفات آنها اضافه می‌شد. گاردن عضو چندین انجمن علمی و همچنین عضو منتخب برای احیای انجمن فیلسوفان آمریکا (APS) (1768) بود، وی همچین به عنوان عضو انجمن سلطنتی لندن (۱۷۷۳) و از بنیانگذاران انجمن سلطنتی ادنبرو (۱۷۸۳) بود.
طی جنگ استقلال آمریکا او طرف بریتانیا بود پس از نبرد کامدن به کورن‌والیز تبریک گفت. دوسال بعد اموال و دارایی‌هایش را مصادره، و او مجبور به ترک کارولینای جنوبی، شد او در سال ۱۷۸۳ به لندن رفت و در وست‌مینستر زندگی کرد.
او در سن ۶۱ سالگی پس از یک دوره طولانی بیماری براثر ابتلا به سِل در ۱۵ آوریل ۱۷۹۱ درگذشت.